# Gloria Sachs
Pour les articles homonymes, voir Sachs.
Gloria Sachs , née le 17 février 1927, Manhattan et morte le 12 mars 2012, Manhattan, est une créatrice de mode américaine. Elle est l'une des premières créatrices à avoir influencé la façon dont les femmes s'habillaient dans les années 1960 et 1970.

## Biographie
Originaire de l'état de New York, Gloria Mildred Wasserman est la fille de Jacob et Sylvia Wasserman. Elle grandit à Scarsdale, où son père travaille comme comptable. Diplômée des beaux-arts de Skidmore en 1947, elle étudie le design textile à la Cranbrook Academy of Art de Bloomfield Hills, dans le Michigan. Elle est la première diplômée de Skidmore à obtenir un doctorat honorifique. 
Passionnée de sculpture et de peinture, Gloria Sachs se rend ensuite à Paris pour suivre les cours de l'atelier de peinture de l'artiste moderniste Fernand Léger. Elle démarre également une carrière de mannequin, avant de devenir l'apprentie de l'artiste et architecte Gio Ponti au magazine Domus à Milan.
De retour à New York en 1951, Gloria Sachs est nommée coordonnatrice de la mode pour la chaîne de grands magasins Bloomingdale’s. En 1958, elle fonde  Red Barn, une société de création de vêtements pour préadolescents,.
Ses premiers travaux comprennent la conception de textiles pour Hans Knoll et Herman Miller, et plus précisément pour Charles Eames et George Nelson. Son premier travail commandité est initié par Phillip Johnson pour le Museum of Modern Art de New York. La designer est à l'origine de la conception du tissu pour le salon des membres. 

## Gloria Sachs Designs Ltd.
Dans les années 1970 et 1980, Gloria Sachs se positionne dans le stylisme de vêtements féminins destinés aux femmes accédant de manière croissante au monde du travail, et dans l'attente de créations élégantes et pratiques au quotidien. En 1972, deux ans après le lancement de sa ligne pour femmes, la styliste déclare : « J'avais conçu des vêtements pour jeunes et des vêtements pré-adolescentes et j'ai décidé qu'il était temps de laisser les vêtements grandir avec moi ».
Sous la marque Gloria Sachs Designs Ltd., elle dessine un large éventail de motifs et de modèles, telles des jupes longues jusqu'aux chevilles, des chemises de soie sur mesure parfaitement assorties au pantalon en gabardine et des costumes et vestes en lin et en Dacron pouvant être combinés avec une chemise à imprimé ou à un kilt imprimé. Ses créations sont notamment vendues dans les enseignes Bergdorf Goodman, Saks Fifth Avenue, Lord & Taylor et Neiman Marcus. Gloria Sachs Designs Ltd. se développe de 1970 à 1994, période au cours de laquelle le pourcentage de femmes occupant des postes de direction a considérablement augmenté.

## Collaborations artistiques
En tant que l’une des stylistes de mode les plus influentes du pays, elle est l’une des rares créatrices à avoir noué des relations fructueuses dans de nombreux secteurs des affaires et des arts. Gloria Sachs a été membre du Conseil culturel et économique de la ville de New York. 
En tant que présidente de Fashion Group International, elle joue un rôle important dans le développement du nombre de membres à l'étranger. Parmi ses conceptions les plus reconnues, elle confectionne un tissu en crin de cheval réalisé sur des métiers à tisser spéciaux en Chine. Ce tissu a été utilisé pour le mobilier de la zone de réception de l'hôtel Park Hyatt, dans le Shanghai World Financial Center, le plus haut bâtiment achevé au monde. 
Gloria Sachs collabore avec des architectes, des designers et des collectionneurs pour sa galerie privée, spécialisée dans l'art chinois contemporain, la calligraphie moderne, le mobilier et les textiles. Elle travaille ainsi avec les architectes chinois Pei Zhu, Calvin Tsao et l'historien Wu Hung. Ensemble, ils ont préparé une exposition au musée d'art de Pékin,.